# 佩拉赫塔

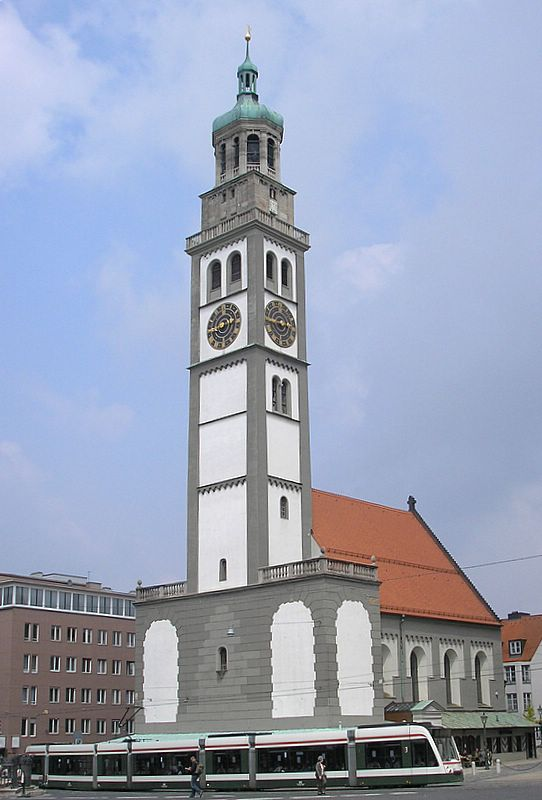
佩拉赫塔

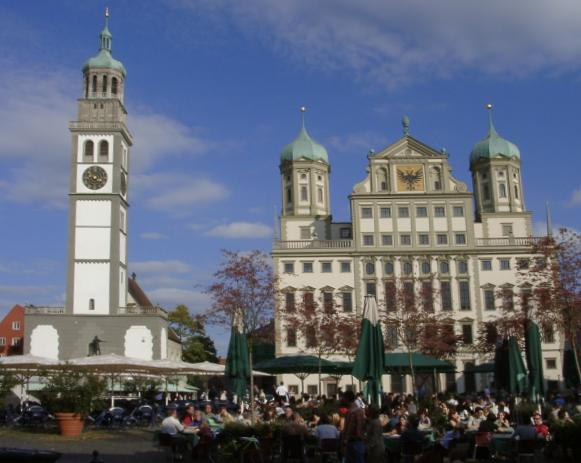
佩拉赫塔和奥格斯堡市政厅

佩拉赫塔（Perlachturm）是德国奥格斯堡市中心的一个塔楼，高70米，最初建于10世纪，作为一个瞭望塔。现在，它与奥格斯堡市政厅一起，是奥格斯堡的地标。

## 名称
该“佩拉赫塔”这个名称的确切来源不清楚，有几种不同的解释。在这个名字的三个组成部分Per、lach和turm中，只有第三项没有任何争议，意思是“塔”。传统的观点认为，前两个部分起源于中世纪在广场举行的集市。 